# Lopatino
Lopatino (in russo Лопатино?) è un villaggio della Russia europea centrale, situato nell'oblast' di Penza; è il centro amministrativo del distretto Lopatinskij.
Si trova sulle rive del fiume Uza (affluente della Sura), 85 km a sud-est di Penza.